# Клод Бартелемі
Клод Бартелемі (фр. Claude Barthélemy; 9 травня 1945, Кап-Аїтьєн, Гаїті — 6 квітня 2020) — гаїтянський футболіст, виступав на позиції нападника.

## Клубна кар'єра
Футбольну кар'єру розпочав у «Расінг Клюб Гаітьєн». У 1968 році виїхав до США, де захщав кольори «Детройт К'югарс». У складі клубу з Детройту зіграв 3 матчі в NASL. Потім повернувся в «Расінг Клюб Гаітьєн», де виступав до завершення футбольної кар'єри.

## Кар'єра в збірній
У футболці національної збірної Гаїті виступав у 60-х та 70-х роках XX століття. Учасник кваліфікації чемпіонату світу 1970 року в Мексиці, однак збірна Гаїті поступилася місцем на мундіалі збірній Сальвадору. В наступній кваліфікації чемпіонату світу гаїтяни вибороли путівку до фінальної частини турніру. Перемога в кваліфікації чемпіонату світу 1974 року означала також і Чемпіонат націй КОНКАКАФ 1973, оскільки обидва турніри були об'єднані.
На чемпіонаті світу 1974 року в ФРН Клод Бартелемі зіграв в матчах проти збірних Італії та Польщі.
У футболці збірної зіграв у 14-и офіційних матчах, в яких відзначився 4-а голами.

## Кар'єра тренера
З 1984 по 1985 року займав посаду головного тренера національної збірної Гаїті. Під його керівництвом збірна провела два поєдинки кваліфікації чемпіонату світу 1986 року. В обох матчах гаїтяни поступилися.

## Титули і досягнення
- Переможець Чемпіонату націй КОНКАКАФ: 1973
- Срібний призер Чемпіонату націй КОНКАКАФ: 1971